# 安曇野市立明北小学校
安曇野市立明北小学校（あづみのしりつ めいほくしょうがっこう）は、長野県安曇野市明科東川手にある市立小学校。

## 沿革
- 2005年（平成17年）10月1日 - 南安曇郡豊科町・穂高町・三郷村・堀金村と東筑摩郡明科町が合併して安曇野市となったことに伴い、安曇野市立明北小学校に改称。
- 2010年（平成22年） - 創立50周年を迎えた。

## 学区
- 安曇野市の明科南陸郷、明科東川手の全域と、明科七貴の北部（概ね会田川以北） [1]

## 学校の特色
- ここ数年、全校児童数が減少傾向にあり、最近の全校児童数の平均が130人前後、各学年1組ずつと小規模な学校である。

## 金管バンド部
- 全日本小学校バンドフェスティバル等コンクールには参加しないが、吹奏楽祭等地域の行事に参加している。
- 毎年の運動会ではマーチングをしている。

## 児童会
- 児童会は、会長1名、副会長1名を中心に活動し、夏祭りなどの全校集会を主催している。
- 各委員会、10人前後の委員で一年間の児童会活動をしている。
- 一年間に2回、児童会の総会「児童総会」が開かれる。

## 卒業後の進路
卒業生は公立中学校に進学する場合、基本的に明科中学校へ進学する。

## 交通
- JR篠ノ井線明科駅から 約1.1km